# Guatimac

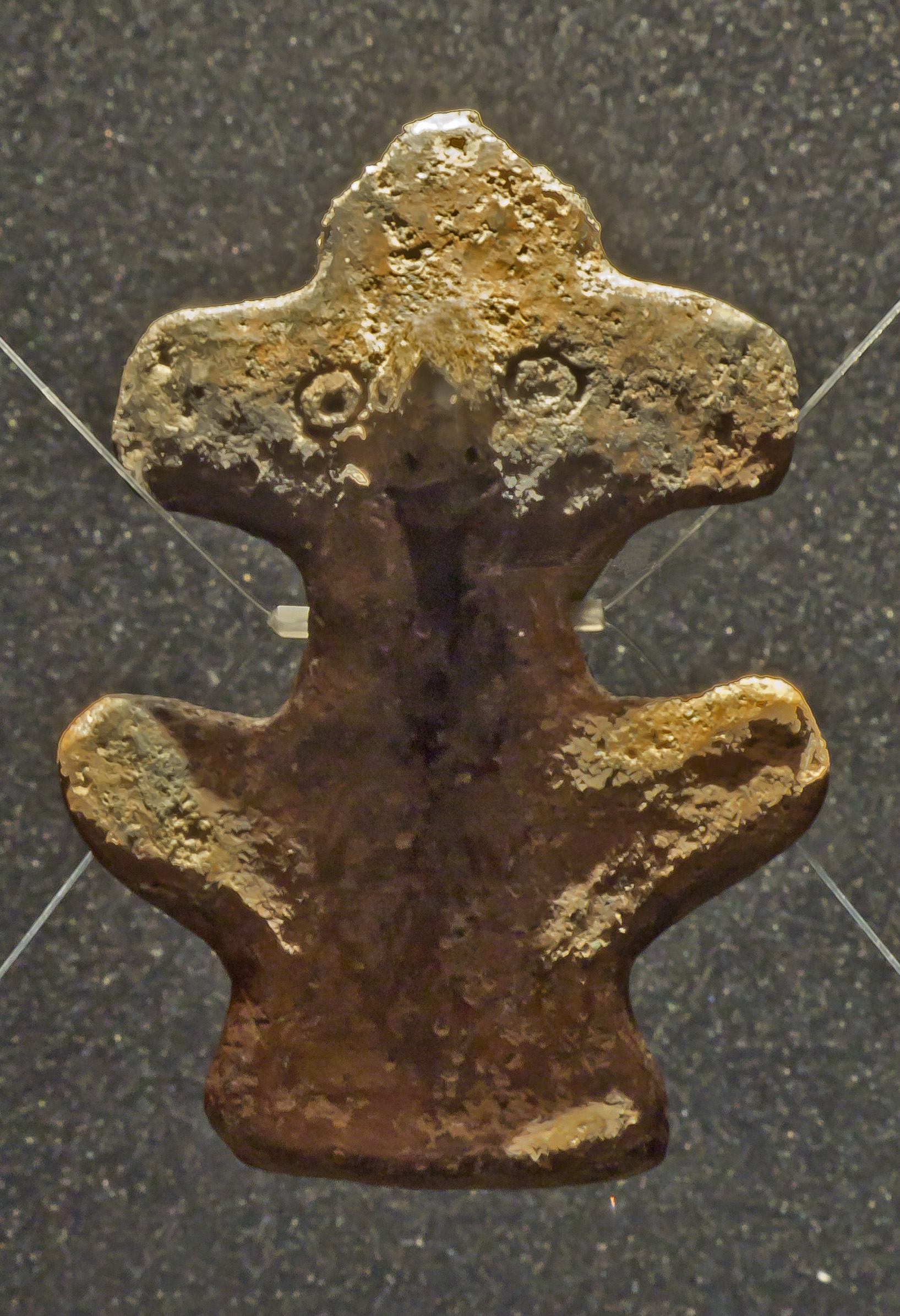
Guatimac v Archeologickém muzeu v Puerto de la Cruz

Guatimac je označení pro malou jílovou sošku Guančů. Nalezena byla na ostrově Tenerife, který patří ke španělským Kanárským ostrovům.
Ačkoli není znám přesný význam této sošky, soudí se, že byla používána při magických nebo náboženských obřadech tohoto kmene. Příslušníci kmene věřili, že soška reprezentuje strážného ducha. Objevují se ale také tvrzení považující sošku spíše za posvátný zvířecí totem, popřípadě za sovu. Pro tuto tezi svědčí skutečnost, že artefakt bylo možné domorodým kněžím zavěsit na šňůrku kolem krku.
K objevu sošky došlo roku 1885 v městečku Fasnia. Nalezla se v blízké jeskyni zabalená do kozích kůží. V těch místech existovalo sto let před nálezem velké pohřebiště, na kterém archeologové vykopali i mumie několika příslušníků kmene Guančo. Navzdory své malé velikosti (výška asi 6,4 palců) má soška Guatimac významnou archeologickou hodnotu, neboť je jednou z mála dochovaných model pravěkého Tenerife.
V současnosti se nachází v Archeologickém muzeu ve městě Puerto de la Cruz.